# Polyommatus subtus-obscurior
Polyommatus subtus-obscurior är en fjärilsart som beskrevs av Charles Oberthür 1896. Polyommatus subtus-obscurior ingår i släktet Polyommatus och familjen juvelvingar. Inga underarter finns listade i Catalogue of Life.